# 206 (číslo)
Dvě stě šest je přirozené číslo, které následuje po čísle dvě stě pět a předchází číslu dvě stě sedm. Římskými číslicemi se zapisuje CCVI a řeckými číslicemi σϛ.

## Matematika
206 je:
- Poloprvočíslo
- Deficientní číslo
- Nešťastné číslo
- Nepříznivé číslo
- Číslo 206 má stejný součet dělitelů jako číslo o 1 vyšší

## Chemie
- 206 je nukleonové číslo druhého nejběžnějšího izotopu olova.[1]

## Astronomie
- (206) Hersilia je planetka hlavního pásu, kterou objevil v roce 1879 Christian Heinrich Friedrich Peters.

## Doprava
- Silnice II/206 je česká silnice II. třídy vedoucí na trase Stvolny – Žihle – Podbořánky.[2]

## Biologie
- V těle dospělého člověka je obvykle 206 kostí.

## Roky
- 206
- 206 př. n. l.